# Peschetius nodieri
Peschetius nodieri är en skalbaggsart som först beskrevs av Régimbart 1895.  Peschetius nodieri ingår i släktet Peschetius och familjen dykare. Inga underarter finns listade i Catalogue of Life.